# Danielle Wilson
Danielle Lear Wilson (ur. 17 maja 1988 w Bay Shore) – amerykańska koszykarka występująca na pozycji środkowej.
Po sezonie 2008/09 przerwała studia z powodu kontuzji oraz narodzin syna. Powróciła na nie w 2012, dołączając do zespołu NCAA Division II – Dowling.

## Osiągnięcia
Stan na 12 maja 2017, na podstawie, o ile nie zaznaczono inaczej.

### College
- Uczestniczka:
  - II rundy rozgrywek turnieju NCAA (2007, 2008)
  - rozgrywek Sweet Sixteen turnieju NCAA (2009)
- Zawodniczka roku konferencji East Coast NCAA Division II (ECC – 2013)[3]
- Defensywna zawodniczka roku ECC (2013)[4]
- Most Outstanding Player (MOP=MVP) turnieju NCAA Division II East Regional (2013)[4]
- Mistrzyni turnieju konferencji Big 12 (2009)
- Wicemistrzyni NCAA Division II (2013)[4]
- Zaliczona do:
  - I składu:
    - zawodniczek pierwszorocznych konferencji Big 12 (2007)
    - przedsezonowego turnieju WNIT (2006)
    - turnieju:
      - Basketball Travelers Tip-Off (2007)
      - NCAA Division II (2013)[4]

    - All-Met Division II (2013)[4]
- Liderka ECC w skuteczności rzutów z gry (2013)[4]

Indywidualne
- Uczestniczka meczu gwiazd PLKK (2014)[5]